# Hummer HX
Hummer HX является двухдверным концептом компактного внедорожника, который был представлен General Motors в 2008 году на Североамериканском международном автосалоне.
Целью HX было представление бренда Hummer в меньшем и более бюджетном сегменте рынка. Разработка автомобиля, получившего название H4, началась в 2004 году и новая модель должна была быть сопоставима с Jeep Wrangler по габаритам.
Выставочный HX версии 2008 года был меньше, чем H2 или H3. Автомобиль был оснащён двигателем V6 в паре с шестиступенчатой автоматической коробкой передач. HX разделяет дизайн рамы с другими моделями Hummer, с передней и задней независимыми подвесками, дисковыми тормозами, и полным приводом на четыре колеса.
HX был представлен в конфигурации с наклонной задней частью, автомобиль был покрыт матовой оливковой краской, и имел съемные двери с видимыми петлями и съемные колёсные арки.
Матовый оливковый цвет экстерьера также применяется к внутренним панелям, сделанным в основном из металла. Пол выполнен из прорезиненного материала. HX имеет четыре места, с парой одноместных сидений во втором ряду. Съемные задние сиденья позволяют расширить грузовое пространство. Консоль включает отсек для телефонов и MP3-плееров, не имеет магнитоллы, только встроенные динамики и разъем для цифровых плееров или подобных устройств.
Три дизайнера, которые были новыми сотрудниками General Motors, Robert Jablonski, Kang Min-young, уроженец Южной Кореи, и David Rojas, уроженец Перу, участвовали в разработке Hummer HX.